# Peter Wertheimer
Peter Wertheimer (n. 21 iulie 1947 Satu Mare – d. 5 ianuarie 2020) a fost un saxofonist, clarinetist și flautist israelian-român, evreu născut în Transilvania. A interpretat un repertoriu variat de jazz, dar și de muzică ușoară, clasică, klezmer, muzică de scenă și de film.

## Biografie

### În România
Peter Wertheimer s-a născut la Satu Mare in 1947 ca fiu al violonistului Andrei Wertheimer (născut și el la Satu Mare în 1927) și a copilărit la Timișoara, unde tatăl său s-a numărat printre pionierii muzicii jazz locale și a fost dirijor la Operă. Începând de la vârsta de 5 ani el a învățat vioara clasică și alte instrumente cu tatăl său, apoi vioara la Școala de Muzică din Timișoara. Când părinții săi au depus cerere de emigrare în Israel, au fost concediați, iar copilul a fost exmatriculat din Școala de muzică. Ulterior Wertheimer a plecat la București, unde la a beneficiat de ajutorul unor muzicieni, și-a putut relua studiile, inclusiv la Conservatorul din București, a cântat în diverse localuri, teatre, case de cultură etc. și a fost primit ca  membru al orchestrei de estradă a Radiodifuziunii, cu care a întreprins și turnee în străinătate. În 1974 a fost într-un turneu cu orchestra Electrecord în Germania de vest și Elveția.
A participat la festivaluri de jazz la Sibiu, București, ulterior la Gărâna.
A avut colaborări fructuoase cu Johnny Răducanu, Eugen Gondi, Marius Popp, Dan Mândrilă, Radu Goldiș, Adrian Enescu.

### În Israel
În 1977 a emigrat în Israel. La început a locuit în satul Kfar Gevirol lângă Rehovot, apoi s-a mutat la Tel Aviv. Cu ajutorul lui Nancy Brandes a început să activeze mai întâi în domeniul muzicii ușoare locale. Prima sa apariție mai însemnată a fost cu cântăreața Ilanit cu cântecul „Hine ba hashalom” („Iată vine pacea”). Au urmat colaborări cu cântăreți ca Izhar Cohen, Arik Lavi („Mihu meyalel baruah”), ansamblul „Givatron”, compozitoarea și solista Hanna Dinur etc., cu alți soliști de jazz israelieni Avi Adrian, Arik Livnat, Sophie Milman etc. A cântat ca solist cu Orchestra Filarmonica Israeliană din Tel Aviv și cu Orchestra Camerata Israeliană din Ierusalim, de asemenea în programe de televiziune, muzică de filme și scenă, pentru copii, etc  
Wertheimer a compus, între altele, prelucrări pentru jazz a unor creații de Johann Sebastian Bach. 
Compozitorul israelian Rafi Kadishson a compus o piesă, „Concerto for Peter and Orchestra” (1996), în cinstea lui. În anul 2006 orchestra Camerata Ierusalim sub bagheta lui Kadishson a închinat un concert zilei de naștere a 60-a a artistului.
Peter Wertheimer a fost căsătorit vreme de 25 ani cu actrița israeliană originară din România, Adi Lev (1953-2006), care a decedat de cancer. În ianuarie 2020 a decedat la rândul său de cancer.
A fost tatăl a doi copii: Alon și Shirley.

## Discografie (selecție)
- Flașnetarium: Marius Popp, invitat Peter Wertheimer, Electrecord, 1995
- Romanian Jazz, Marius Popp, Xybaba, Electrecord, 1976
- Johnny Răducanu , Jazz În Țara Mea / Jazz In My Country, Electrecord, 1976
- Marius Popp, Panoramic Jazz Rock, Electrecord, 1977
- Jewish Soul Woodwinds, 2008[6]
- Underground Man, The Soundtrack, 2011
- Marius Popp, Semințe prăjite-Roasted Seeds, Electrecord, 2008
- Le'olam, 2010